# Whitman Chambers
Pour les articles homonymes, voir Chambers.
Whitman Chambers, né le 8 décembre 1896 à Stockton en Californie et mort le 20 juillet 1968 à Los Angeles en Californie, est un écrivain américain de roman policier.

## Biographie
Whitman Chambers aborde l'écriture dans les années 1920, en publiant quelques romans western, puis des romans d'aventures maritimes, avant de s'engager dans le roman policier. 
La plupart des romans noirs de Chambers se déroulent dans le milieu des reporters de la région de la Baie de San Francisco et souvent, bien qu'il ne le mentionne pas nommément, dans la ville d'Oakland. Il a écrit une quinzaine de romans policiers, mais seulement deux ont été traduits en français.
Dans le plus connu, Les Treize marches, le narrateur assiste à la pendaison d'un condamné à mort qui gravit les 13 marches qui le mènent à la potence. Chaque marche correspond à un chapitre du roman, au cours duquel le témoin revit les événements qui ont précédé l'exécution. Dans l’étude de Claude Mesplède, Les Années Série Noire, ce roman reçoit le commentaire suivant : « Construction très originale, milieu qui sert de toile de fond, personnalité et rôle du narrateur, rebondissement final, tous ces éléments concourent à faire des Treize marches un excellent roman ».
Entre 1933 et 1961, Chambers travaille sporadiquement à Hollywood, rédigeant les histoires ou écrivant les scénarios de plusieurs films policiers de série B, dont Murder on the Campus (1933) de Richard Thorpe, Jungle Flight (1947) de Sam Newfield, L'Homme au chewing-gum (1949) de Lewis R. Foster et Infamie de Russell Birdwell avec Anne Baxter et Sterling Hayden. Sans être crédité, il participe aussi à l'écriture, avec William Faulkner, Jules Furthman et Cleve F. Adams, du Port de l'angoisse de Howard Hawks, d'après En avoir ou pas de Ernest Hemingway. Au tournant des années 1950 et 1960, il se cantonne aux séries télévisées policières, rédigeant entre autres trois épisodes pour la dernière saison de M Squad (1957-1960) avec Lee Marvin et deux pour la quatrième saison de 77 Sunset Strip avec Efrem Zimbalist Jr.

## Œuvre
- Garber of Thunder Gorge, 1924 (en collaboration avec John Mersereau)
- Arizona Gold : a western story, 1927
- The Looted Bonanza : a western story, 1927
- Don Coyote, 1927
- Contraband Coast ou The Coast of Intrigue, 1928
- Navy Wives, 1930
- The Navy Murders, 1931 (en collaboration avec Mary Chambers, née Strother)
- The Campanile Murders, 1933
- Murder for a Wanton, 1934
- Thirteen Steps, 1935 Publié en français sous le titre Les Treize Marches, Paris, Gallimard, coll. « Série noire » no 77, 1951
- Dead Men Leave no Fingerprints, 1935
- Murder Lady, 1938
- Once Too Often, 1938
- Dog Eat Dog, 1938
- You Can't Get Away by Running, 1939
- Bright Star of Danger, 1940
- Dry Tortugas, 1940
- Bright Star of Danger, 1940
- Dangerous Water, 1941
- Deadly Lure, 1941
- Bring Me Another Murder, 1942
- Invasion !, 1943
- Action at World's End, 1945
- The Come-On, 1953 Publié en français sous le titre Le Requin dynamité, Paris, Gallimard, coll. « Série noire » no 178, 1953
- In Savage Surrender, 1959
- Manhandled, 1960

## Filmographie
au cinéma
- Sensation Hunters (en) (1933), réalisé par Charles Vidor, d’après une histoire originale de Chambers, Cabaret
- Murder on the Campus (1933), réalisé par Richard Thorpe, d’après The Campanile Murders
- Sinner Take All (en) (1936), réalisé par Errol Taggart (en), d’après Murder For a Wanton
- Le Port de l'angoisse (1944), réalisé par Howard Hawks, d'après En avoir ou pas de Ernest Hemingway - Whitman Chambers n'est pas crédité au générique
- Tokyo Rose (1946), réalisé par Lew Landers, d’après une histoire originale de Chambers, adaptée par Daniel Mainwaring
- Shadow of a Woman (1946), réalisé par Joseph Santley, d'après He Fell Down Dead de Virginia Perdue.
- I Cover Big Town (1947), réalisé par William C. Thomas, d'après une pièce radiodiffusée de Chambers
- Big Town After Dark (1947), réalisé par William C. Thomas, d'après une série radiodiffusée homonyme de Daniel Mainwaring et Maxwell Shane
- Blonde Ice (1948), réalisé par Jack Bernhard avec Leslie Brooks, d’après Once Too Often
- L'Homme au chewing-gum, en 1949, réalisé par Lewis R. Foster d’après Manhandled
- Special Agent (en) (1949), réalisé par William C. Thomas, d'après une histoire de Milton Raison
- Infamie, (1956), réalisé par Russell Birdwell avec Anne Baxter et Sterling Hayden, d’après Le Requin dynamité

à la télévision
- M Squad, série télévisée (1957-1960) :
  - One of Our Armored Cars is Missing, saison 3, épisode 13 (18 décembre 1959)
  - A Debt of Honnor, saison 3, épisode 20 (2 février 1960)
  - Race to Death, saison 3, épisode 24 (1er mars 1960)
- Bourbon Street Beat (en), série télévisée (1959-1960) :
  - Teresa, saison 1, épisode 39 (4 juillet 1960)
- The Case of the Dangerous Robin (en), série télévisée (1960-1961) :
  - The Big Baffle, saison 1, épisode 28 (24 avril 1961)
- 77 Sunset Strip, série télévisée (1958-1964) :
  - The Lady has the Answers, saison 4, épisode 5 (20 octobre 1961)
  - The Long Shot Caper, saison 4, épisode 27 (23 mars 1962)
- Surfside 6 (en), série télévisée (1960-1962) :
  - Spinout at Sebring, saison 1, épisode 32 (8 mai 1961)
  - Green Bay Riddle, saison 2, épisode 31 (23 avril 1962)